# Wilhelm I. (Holland)
Wilhelm I. von Holland (* um 1170; † 4. Februar 1222) war von 1203 bis zu seinem Tod Graf von Holland.

## Familie
Er war der Sohn von Graf Florens III. von Holland und Adelheid von Huntingdon, Tochter des Prinzen Heinrich von Schottland.
Wilhelm I. heiratete 1197 Adelheid von Geldern (* 1187; † 4. Februar 1218) Tochter von Otto I. von Geldern und Richardis von Bayern. Aus dieser Ehe stammen die Kinder:
- Florens IV., Graf von Holland (* 1210; † 1234)
- Otto III., Bischof von Utrecht († 1249)
- Wilhelm († 1238)
- Ada († 1258), ab 1239 Äbtissin in Rijnsburg
- Ricarda († 1262)

Er heiratete 1220 Maria von Brabant († 1260), die Witwe Kaiser Ottos IV. Die  Ehe blieb kinderlos.

## Leben
Er nahm 1189 gemeinsam mit seinem Vater Florens III. am Dritten Kreuzzug unter Kaiser Friedrich Barbarossa teil. Auf diesem verstarb sein Vater 1190 in Antiochia.
Nach seiner Rückkehr begehrte er gegen seinen Bruder Dietrich VII. auf, der die väterliche Grafschaft Holland übernommen hatte. Dabei wurde Wilhelm vom Grafen von Flandern und den Friesen unterstützt. 1195 wurden er und seine Verbündeten allerdings bei Egmond von seiner Schwägerin Adelheid von Kleve entscheidend geschlagen und er musste seinen Aufstand aufgeben.
Nach dem Tod Dietrichs 1203 nahm er den Kampf um die Nachfolge in Holland wieder auf, diesmal gegen Dietrichs Tochter Ada und deren Gatten Ludwig II., Graf von Looz. Bis 1206 hatte er sich gegen seine Gegner durchgesetzt.
Im Kampf der Staufer und Welfen tendierte er zum Lager der Staufer. Zwar kämpfte er 1214 im Heer Kaiser Ottos IV. in der Schlacht bei Bouvines. Allerdings wechselte er bald die Seite und schloss sich dem französischen Kronprinzen Ludwig (VIII.) bei seiner Invasion in England 1215/16 an.
Seine Unterstützung für die staufische Partei brachte ihn in Ungnade des Papstes Honorius III., weswegen Wilhelm sich 1217 veranlasst sah, sich dem Fünften Kreuzzug anzuschließen.
Im Sommer 1217 brach er mit einer Flotte niederländischer, flämischer und friesischer Kreuzfahrer von Holland aus ins Heilige Land auf. In Portugal ließ er sich vom dortigen König Alfons dem Dicken überreden, dort zu überwintern und für ihn Al-Qasr, Setúbal und Rabeta Ruta von den Mauren zu erobern. Bis April 1218 traf er in Akkon ein. Mit seiner Hilfe gelang im August 1219 nach 16-monatiger Belagerung und erbitterten Kämpfen die Eroberung der ägyptischen Stadt Damiette. Nach der Eroberung der Festung betrachtete er sein Gelübde als erfüllt und kehrte in die Heimat zurück.
Seine erste Frau war in der Zwischenzeit verstorben und er heiratete 1220 in zweiter Ehe Maria von Brabant, die Witwe des Kaisers Otto. Drei Jahre später starb er.